# André Ascencio
Pour les articles homonymes, voir Ascencio.
André Ascencio, né le 4 juin 1938 à Oran en Algérie et mort le 24 septembre 2017 à Cesson-Sévigné en France, est un footballeur français qui a évolué au poste de milieu de terrain.
Il réalise l'essentiel de sa carrière professionnelle sous les couleurs du Stade rennais UC, avant de la terminer au FC Lorient. Avec le club rennais, il remporte la Coupe de France en 1965, et participe à plus de 200 rencontres de Division 1. À l'issue de sa carrière sportive, à partir de 1973, il réalise sa reconversion professionnelle à Rennes, en tant qu'agent général d'assurances, jusqu'à sa retraite en 1999.

## Biographie
André Ascencio joue au Stade rennais de 1957 à 1967, totalisant durant cette période, le plus souvent à un poste de milieu de terrain :
- 10 matchs en Championnat de France de 2e Division (3 buts) ;
- 207 matchs en Championnat de France de 1re Division (23 buts) ;
- 26 matchs en Coupe de France (3 buts).

André Ascencio reçoit également une sélection (non officielle) en équipe de France, à l'occasion d'une rencontre amicale, remportée 5 à 3, le 12 mai 1965, par une équipe comprenant sept joueurs du Stade rennais, opposée à une sélection composée d'internationaux français ayant participé à la Coupe du monde de 1958 en Suède.
Le 23 mai 1965, lors de la première des deux finales de Coupe de France jouées au Parc des Princes, opposant le Stade rennais à l'UA Sedan-Torcy, il est l'auteur du premier but rennais inscrit à la 44e minute, permettant à Rennes de n'être plus mené que deux buts à un. Cette première confrontation s'achevant sur le score final de deux buts partout, les Rennais obtiennent la victoire finale et leur premier titre national à l'issue d'une deuxième finale, remportée le 26 mai 1965 sur le score de trois buts à un.
André Ascencio termine sa carrière de joueur professionnel au FC Lorient, club où il joue de 1967 à 1969 en deuxième division.
En 2001, à l'occasion du centenaire du Stade rennais, il figure dans « l’équipe du siècle » désignée par le quotidien Ouest-France, présentant les meilleurs joueurs des cent premières années du Stade rennais.

## Statistiques
| Saison                | Club                  | Championnat             | Championnat | Championnat | Championnat | Coupe(s) nationale(s) | Coupe(s) nationale(s) | Coupe(s) nationale(s) | Supercoupe | Supercoupe | Supercoupe | Compétition(s) continentale(s) | Compétition(s) continentale(s) | Compétition(s) continentale(s) | Compétition(s) continentale(s) | Autres compétitions | Autres compétitions | Autres compétitions | Autres compétitions | Total | Total | Total |
| Saison                | Club                  | Division                | M.          | B.          | P.d.        | M.                    | B.                    | P.d.                  | M.         | B.         | P.d.       | Comp.                          | M.                             | B.                             | P.d.                           | Comp.               | M.                  | B.                  | P.d.                | M.    | B.    | P.d.  |
| 1957-1958             | Stade rennais UC      | Division Interrégionale | 10          | 3           | 0           | 1                     | 0                     | 0                     | -          | -          | -          | -                              | -                              | -                              | -                              | CCD                 | 2                   | 1                   | 0                   | 13    | 4     | 0     |
| 1958-1959             | Stade rennais UC      | Division Nationale      | 9           | 1           | 0           | 2                     | 0                     | 0                     | -          | -          | -          | -                              | -                              | -                              | -                              | -                   | -                   | -                   | -                   | 11    | 1     | 0     |
| 1959-1960             | Stade rennais UC      | Division Nationale      | 9           | 2           | 0           | 2                     | 0                     | 0                     | -          | -          | -          | -                              | -                              | -                              | -                              | CCD                 | 1                   | 0                   | 0                   | 12    | 2     | 0     |
| 1960-1961             | Stade rennais UC      | Division Nationale      | 13          | 1           | 0           | 1                     | 0                     | 0                     | -          | -          | -          | -                              | -                              | -                              | -                              | CCD                 | -                   | -                   | -                   | 14    | 1     | 0     |
| 1961-1962             | Stade rennais UC      | Division Nationale      | 33          | 2           | 0           | -                     | -                     | -                     | -          | -          | -          | -                              | -                              | -                              | -                              | CCD                 | -                   | -                   | -                   | 33    | 2     | 0     |
| 1962-1963             | Stade rennais UC      | Division Nationale      | 21          | 2           | 0           | 2                     | 0                     | 0                     | -          | -          | -          | -                              | -                              | -                              | -                              | CCD                 | 1                   | 0                   | 0                   | 24    | 2     | 0     |
| 1963-1964             | Stade rennais UC      | Division Nationale      | 31          | 0           | 0           | 1                     | 0                     | 0                     | -          | -          | -          | -                              | -                              | -                              | -                              | CCD                 | -                   | -                   | -                   | 32    | 0     | 0     |
| 1964-1965             | Stade rennais UC      | Division Nationale      | 30          | 3           | 0           | 6                     | 2                     | 0                     | -          | -          | -          | -                              | -                              | -                              | -                              | -                   | -                   | -                   | -                   | 36    | 5     | 0     |
| 1965-1966             | Stade rennais UC      | Division Nationale      | 27          | 6           | 0           | 5                     | 1                     | 0                     | 1          | 0          | 0          | C2                             | 2                              | 0                              | 0                              | -                   | -                   | -                   | -                   | 35    | 7     | 0     |
| 1966-1967             | Stade rennais UC      | Division Nationale      | 33          | 2           | 0           | 6                     | 0                     | 0                     | -          | -          | -          | -                              | -                              | -                              | -                              | -                   | -                   | -                   | -                   | 39    | 2     | 0     |
| Sous-total            | Sous-total            | Sous-total              | 216         | 22          | 0           | 26                    | 3                     | 0                     | 1          | 0          | 0          | -                              | 2                              | 0                              | 0                              | -                   | 4                   | 1                   | 0                   | 249   | 26    | 0     |
| 1967-1968             | FC Lorient            | Division Interrégionale | 33          | 3           | 0           | -                     | -                     | -                     | -          | -          | -          | -                              | -                              | -                              | -                              | -                   | -                   | -                   | -                   | 33    | 3     | 0     |
| 1968-1969             | FC Lorient            | Division Interrégionale | 31          | 0           | 0           | 1                     | 0                     | 0                     | -          | -          | -          | -                              | -                              | -                              | -                              | -                   | -                   | -                   | -                   | 32    | 0     | 0     |
| Sous-total            | Sous-total            | Sous-total              | 64          | 3           | 0           | 1                     | 0                     | 0                     | 0          | 0          | 0          | -                              | 0                              | 0                              | 0                              | -                   | 0                   | 0                   | 0                   | 65    | 3     | 0     |
| Total sur la carrière | Total sur la carrière | Total sur la carrière   | 280         | 25          | 0           | 27                    | 3                     | 0                     | 1          | 0          | 0          | -                              | 2                              | 0                              | 0                              | -                   | 4                   | 1                   | 0                   | 314   | 29    | 0     |